# Mine de Jagersfontein
La mine de Jagersfontein est une ancienne mine à ciel ouvert et souterraine de diamant située près de la ville de Jagersfontein dans l'État-Libre en Afrique du Sud. Si l'exploitation a ciel ouvert de la mine a commencé en 1888, l'exploitation souterraine a elle commencé en 1913. Elle a fermé le 28 mai 1971. Les diamants Excelsior et Jubilee ont été découverts à Jagersfontein.